# Dorado (Porto Rico)
Dorado é uma pequena cidade turística na costa norte de Porto Rico, a 15 milhas (24 km) a oeste de San Juan e está localizado na região norte da ilha, na fronteira com o Oceano Atlântico, ao norte de Toa Alta, a leste de Vega Alta, e oeste de Toa Baixa. Dorado está espalhada ao longo de cinco bairros e Pueblo Dorado (centro da cidade e do centro administrativo da cidade). A cidade é conhecida como um destino turístico com campos de golfe, hotéis e uma bela praia municipal. É parte da Área Metropolitana de San Juan - Caguas - Guaynabo.